# Västra bergen
Västra bergen eller Xi Shan (kinesiska: 西山) är en bergskedja i Kina. Den ligger 40 km väster om huvudstaden Peking och inger i norra delen av Taihangbergen. I Västra bergen finns bland annat parkerna Badachu och Xiangshanparken (Fragrant Hills).